# كاروت توب
كاروت توب (بالإنجليزية: Carrot Top)‏ مواليد 25 فبراير 1965 في روكليدج، الولايات المتحدة، هو ممثل أمريكي.

## الأعمال
- سي اس آي: التحقيق في موقع الجريمة
- توش.0
- فاميلي غاي
- الأرستقراطيون
- الحلقة الأضعف
- سكرابز
- لاري ساندريس شو

## وصلات خارجية
- كاروت توب على موقع IMDb (الإنجليزية)
- كاروت توب على موقع روتن توميتوز (الإنجليزية)
- كاروت توب على موقع ألو سيني (الفرنسية)
- كاروت توب على موقع ميوزك برينز (الإنجليزية)
- كاروت توب على موقع أول موفي (الإنجليزية)
- كاروت توب على موقع إن إن دي بي (الإنجليزية)
- كاروت توب على موقع قاعدة بيانات الفيلم (الإنجليزية)
- كاروت توب على موقع كينوبويسك (الروسية)
- الموقع الرسمي